# Мефитис
Мефитис (лат. Mefitis) ― самнитская и римская богиня, охраняющая от вредных испарений.
Самниты жили на территории центральной Италии до начала экспансии Рима. Мефитис поклонялись в центральной и южной Италии ещё до времён господства римлян. Главное святилище богини находилось у вулкана Ампсанкт в Самнии. Также был один храм, посвящённый богине в Кремоне, и ещё один располагался на Эсквилинском холме в Риме. Предполагается, что Мефитис изначально была богиней подземных источников, таких как ручьи и родники, однако тот факт, что многие из этих источников были сернистыми, привёл к тому, что её образ стал ассоциироваться с вредными газами. Мефитис также почти всегда считалась персонификацией вулканов, ей поклонялись в Помпеях. Её имя, по всей видимости, следует расшифровывать как «та, кто дымит посередине».
Этимология имени Мефитис противоречива, но, согласно итальянскому лингвисту Альберто Манко, система эпитетов, которые идентифицировали богиню в разных краях, свидетельствует о её связи с водой.
В римской мифологии Мефитис была богиней вулканических паров и ядовитых газов, исходящих из земли и болот. В английский язык из латинского перекочевало прилагательное mephitic, производное от Mefitis; означает «агрессивный запах; вредный, ядовитый».